# Problema d'imant i conductor en moviment

Conductor que es mou en un camp magnètic.

El problema de l'imant mòbil i el conductor és un famós experiment mental, originat al segle XIX, sobre la intersecció de l'electromagnetisme clàssic i la relativitat especial. En ell, el corrent en un conductor que es mou amb velocitat constant, v, respecte a un imant es calcula en el marc de referència de l'imant i en el marc de referència del conductor. La magnitud observable en l'experiment, el corrent, és la mateixa en tots dos casos, d'acord amb el principi bàsic de la relativitat, que diu: "Només el moviment relatiu és observable; no hi ha un estàndard absolut de repòs". Tanmateix, segons les equacions de Maxwell, les càrregues del conductor experimenten una força magnètica en el marc de l'imant i una força elèctrica en el marc del conductor. El mateix fenomen semblaria tenir dues descripcions diferents segons el marc de referència de l'observador.
Aquest problema, juntament amb l'experiment de Fizeau, l'aberració de la llum i, més indirectament, les proves negatives de la deriva de l'èter com l'experiment de Michelson-Morley, van formar la base del desenvolupament d'Einstein de la teoria de la relativitat.

## Introducció
El document d'Einstein de 1905 que va introduir el món a la relativitat s'obre amb una descripció del problema imant/conductor:
"Se sap que l'electrodinàmica de Maxwell, com s'entén habitualment en l'actualitat, quan s'aplica als cossos en moviment, condueix a asimetries que no semblen inherents als fenòmens. Preneu, per exemple, l'acció electrodinàmica recíproca d'un imant i un conductor. El fenomen observable aquí depèn només del moviment relatiu del conductor i de l'imant, mentre que la visió habitual dibuixa una clara distinció entre els dos casos en què l'un o l'altre d'aquests cossos està en moviment. Perquè si l'imant està en moviment i el conductor en repòs, al voltant de l'imant sorgeix un camp elèctric amb una certa energia definida, produint un corrent als llocs on es troben parts del conductor. Però si l'imant està estacionari i el conductor en moviment, no hi ha camp elèctric al voltant de l'imant. En el conductor, però, trobem una força electromotriu, a la qual en si mateixa no hi ha energia corresponent, però que dóna lloc –suposant la igualtat de moviment relatiu en els dos casos tractats– a corrents elèctrics de la mateixa trajectòria i intensitat que els produïts. per les forces elèctriques en el primer cas. »
— A. Einstein, Sobre l'electrodinàmica dels cossos en moviment (1905)
Un requisit primordial de les descripcions en diferents marcs és que siguin coherents. La coherència és un problema perquè la mecànica newtoniana prediu una transformació (l'anomenada invariància galileana) per a les forces que impulsen les càrregues i provoquen el corrent, mentre que l'electrodinàmica, tal com expressa les equacions de Maxwell, prediu que els camps que donen lloc a aquestes forces es transformen de manera diferent (segons a la invariància de Lorentz). Les observacions de l'aberració de la llum, que van culminar amb l'experiment de Michelson-Morley, van establir la validesa de la invariància de Lorentz, i el desenvolupament de la relativitat especial va resoldre el desacord resultant amb la mecànica newtoniana. La relativitat especial va revisar la transformació de les forces en marcs de referència mòbils per ser coherent amb la invariància de Lorentz. Els detalls d'aquestes transformacions es discuteixen a continuació.
A més de la coherència, estaria bé consolidar les descripcions perquè semblin independents del marc. Una pista per a una descripció independent del marc és l'observació que els camps magnètics en un marc de referència es converteixen en camps elèctrics en un altre marc. Així mateix, la part solenoïdal dels camps elèctrics (la part que no s'origina per les càrregues elèctriques) es converteix en un camp magnètic en un altre marc: és a dir, els camps elèctrics solenoïdals i els camps magnètics són aspectes del mateix. Això vol dir que la paradoxa de les diferents descripcions pot ser només semàntica. Una descripció que utilitza potencials escalars i vectorials φ i A en lloc de B i E evita la trampa semàntica. Un quatre vector invariant de Lorentz Aα = (φ /c, A) substitueix E i B  i proporciona una descripció independent del marc (encara que menys visceral que la descripció E – B). Una unificació alternativa de descripcions és pensar en l'entitat física com el tensor del camp electromagnètic, tal com es descriu més endavant. Aquest tensor conté camps E i B com a components, i té la mateixa forma en tots els marcs de referència.

## Rerefons
Els camps electromagnètics no són observables directament. L'existència de camps electromagnètics clàssics es pot inferir del moviment de les partícules carregades, les trajectòries de les quals són observables. Els camps electromagnètics sí que expliquen els moviments observats de les partícules carregades clàssiques.
Un requisit fort en física és que tots els observadors del moviment d'una partícula estiguin d'acord en la trajectòria de la partícula. Per exemple, si un observador observa que una partícula xoca amb el centre d'una diana, tots els observadors han d'arribar a la mateixa conclusió. Aquest requisit imposa limitacions a la naturalesa dels camps electromagnètics i a la seva transformació d'un marc de referència a un altre. També imposa restriccions a la manera en què els camps afecten l'acceleració i, per tant, les trajectòries de les partícules carregades.
Potser l'exemple més senzill, i al qual Einstein va fer referència al seu article de 1905 sobre la introducció de la relativitat especial, és el problema d'un conductor que es mou en el camp d'un imant. En el marc de l'imant, un conductor experimenta una força magnètica. En el marc d'un conductor que es mou en relació amb l'imant, el conductor experimenta una força deguda a un camp elèctric. El camp magnètic al marc de l'imant i el camp elèctric al marc del conductor han de generar resultats consistents en el conductor. En l'època d'Einstein el 1905, les equacions de camp representades per les equacions de Maxwell eren correctament coherents. La llei del moviment de Newton, però, va haver de ser modificada per proporcionar trajectòries de partícules consistents.

## Transformació de camps, assumint transformacions galileanes
Suposant que el marc magnètic i el bastidor conductor estan relacionats per una transformació galileana, és senzill calcular els camps i les forces en ambdós fotogrames. Això demostrarà que el corrent induït és realment el mateix en ambdós fotogrames. Com a subproducte, aquest argument també donarà una fórmula general per als camps elèctrics i magnètics d'un fotograma en termes dels camps d'un altre fotograma.

## Transformació de camps tal com prediuen les equacions de Maxwell
En una trama que es mou a la velocitat v, el camp E en la trama en moviment quan no hi ha camp E en la trama magnètica estacionària les equacions de Maxwell es transformen com: {\displaystyle \mathbf {E} '=\gamma \mathbf {v} \times \mathbf {B} } on {\displaystyle \gamma ={\frac {1}{\sqrt {1-{(v/c)}^{2}}}}} s'anomena factor de Lorentz i c és la velocitat de la llum a l'espai lliure. Aquest resultat és una conseqüència d'exigir que els observadors de tots els marcs inercials arribin a la mateixa forma per a les equacions de Maxwell. En particular, tots els observadors han de veure la mateixa velocitat de la llum c. Aquest requisit condueix a la transformació de Lorentz per a l'espai i el temps. Suposant una transformació de Lorentz, la invariància de les equacions de Maxwell condueix a la transformació anterior dels camps d'aquest exemple.

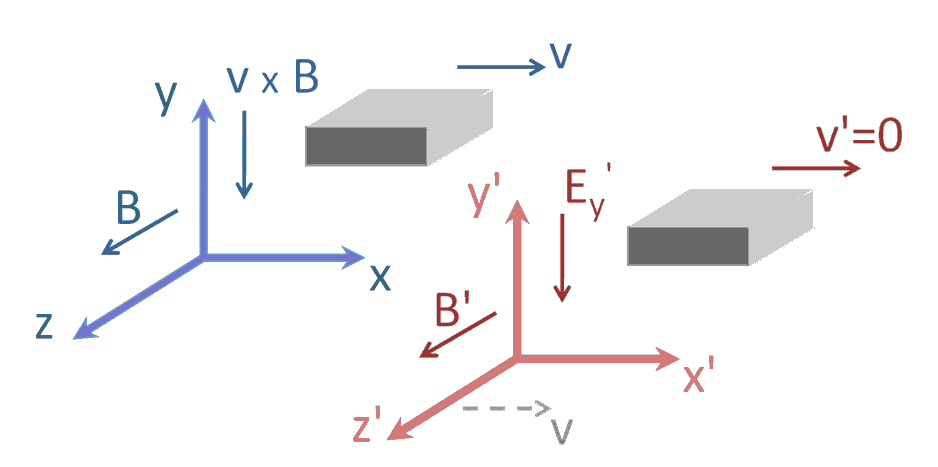
Figura 1: Barra conductora vista des de dos marcs inercials; en un fotograma la barra es mou amb velocitat v ; al marc cebat, la barra està estacionària perquè el marc cebat es mou a la mateixa velocitat que la barra. El camp B varia amb la posició en la direcció x

## Modificació de la dinàmica per a la coherència amb les equacions de Maxwell
La força de Lorentz té la mateixa forma en ambdós fotogrames, encara que els camps difereixen, és a dir: {\displaystyle \mathbf {F} =q\left[\mathbf {E} +\mathbf {v} \times \mathbf {B} \right].}
Vegeu la figura 1. Per simplificar, deixeu que el camp magnètic apunti en la direcció z i variï amb la ubicació x, i deixeu que el conductor es tradueixi en la direcció x positiva amb la velocitat v. En conseqüència, en el marc de l'imant on el conductor es mou, la força de Lorentz apunta en la direcció negativa y, perpendicular tant a la velocitat com al camp B. La força sobre una càrrega, aquí només deguda al camp B, és {\displaystyle F_{y}=-qvB,} mentre que en el marc conductor on es mou l'imant, la força també està en la direcció y negativa, i ara només es deu al camp E amb un valor: {\displaystyle {F_{y}}'=qE'=-q\gamma vB.}